# Motel Münzmeisterstraße

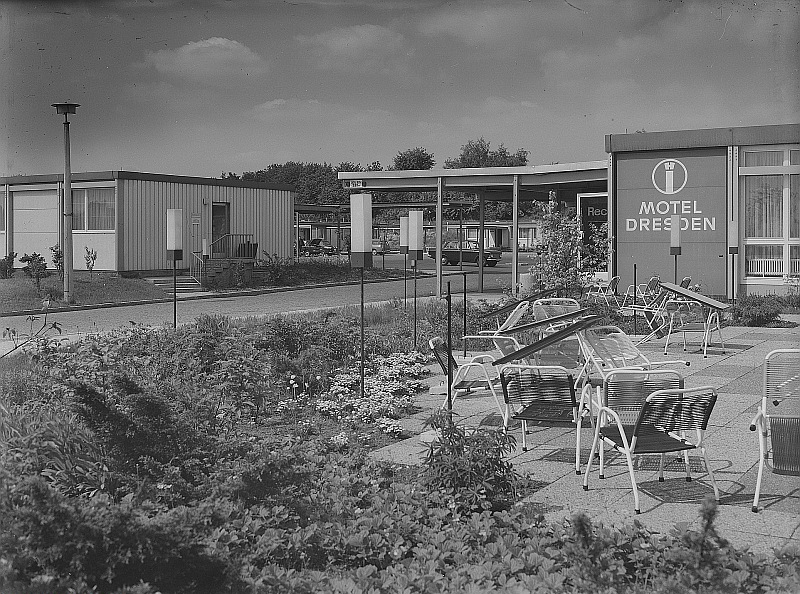
Motel Dresden

Das Motel Münzmeisterstraße 10 in Dresden war das erste Motel der DDR. Es befand sich im Süden der Stadt im Stadtteil Zschertnitz.

## Geschichte

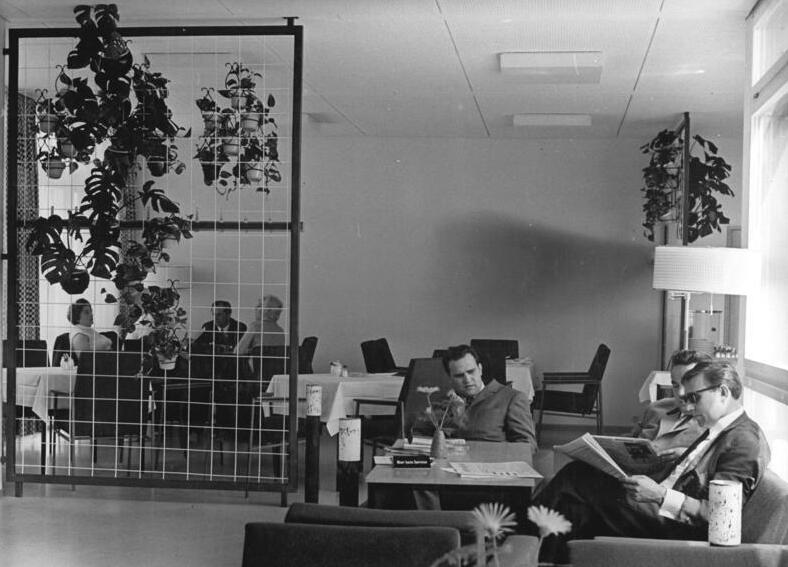
Blick in die Empfangshalle (1967)

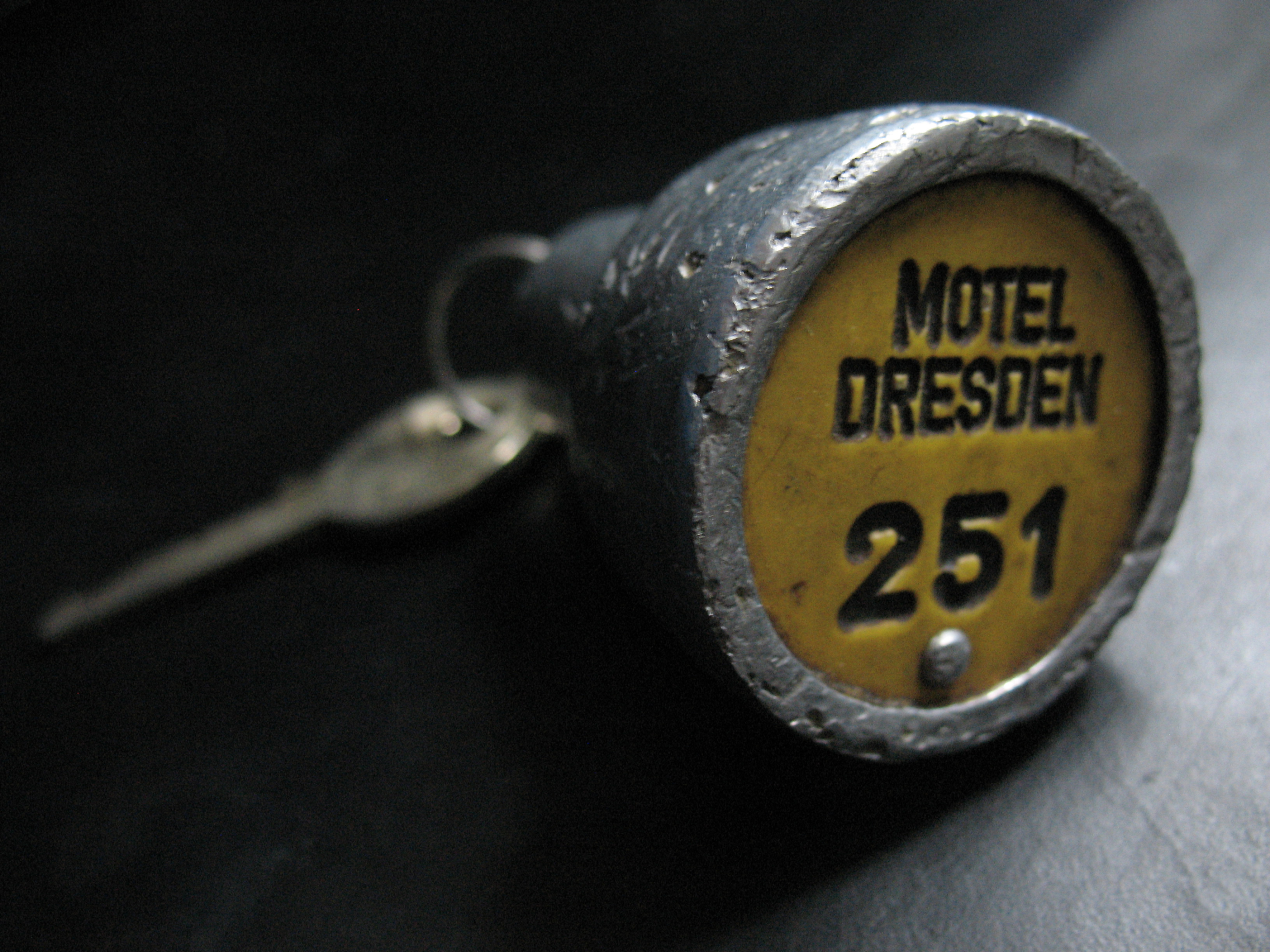
Zimmerschlüssel – Motel Münzmeisterstraße – Dresden

Das Motel wurde 1967 zum Teil auf dem Gelände der früheren Stadtziegelei errichtet und war die „erste Einrichtung seiner Art in der DDR.“
Der Bau wurde nach Entwürfen des Architekten Karl Kübler errichtet und bestand aus vier eingeschossigen Bettenhaustrakten mit überdachter Pergola, die ein Atrium mit PKW-Parkplätzen umschlossen. In dem Gebäude befanden sich eine Rezeption, ein Laden von Intershop, ein Restaurant, eine Küche und öffentliche Gaststätte. Das Bettenhaus verfügte über 140 Betten; im Restaurant standen 120 Plätze zur Verfügung. Das Gebäude wurde in Raumzellenbauweise nach dem System ELCON (BRD) errichtet, welches aus Stuttgart angeliefert wurde.  Das Motel gehörte zur Interhotel-Kette und konnte vom nahen Hotel „Astoria“ mit versorgt werden. Regelmäßige Gäste waren unter anderem auch Spieler ausländischer Fußballclubs, die zu Europapokalspielen nach Dresden gekommen waren.
1990 wurde das Motel in Hotel „Am Bismarckturm“ umbenannt, danach jedoch geschlossen und abgebrochen. Heute befinden sich an seiner Stelle mehrgeschossige Wohnbauten.

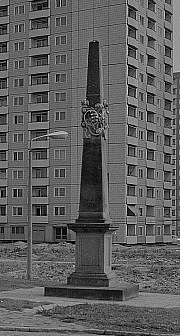
Postmeilensäule (1976)

Vor dem Motel wurde 1967 die nicht originalgetreue Nachbildung einer  Kursächsischen Postmeilensäule aufgestellt, und zwar der Distanzsäule vom Wilsdruffer Tor, welche von Werner Hempel angefertigt worden war, und sich noch immer dort befindet. Diese erinnert an die vier Distanzsäulen, die 1722 vor den Dresdner Stadttoren aufgestellt worden waren. Eine 1997 von der Steinrestaurierung Hain aus Meißen angefertigte, originalgetreue Nachbildung dieser Säule steht auf dem Telekom-Gelände an der Herta-Lindner-Straße (heute Kreuzung Freiberger Straße/Herta-Lindner Straße) unweit des Originalstandortes.